# Michel Hildesheim
Michel Hildesheim (* 21. Oktober 1908 in Deutschland; † 1. Februar 1981 in Dänemark) war ein deutsch-dänischer Produktionsmanager und Schauspieler.

## Leben
Michel Hildesheim war als Produktionsmanager sowie Schauspieler tätig und arbeitete an verschiedenen deutsch-dänischen Filmproduktionen wie zum Beispiel der Edgar-Wallace-Filme mit. Er spielte unter anderem die Nebenrolle des „Mills“ in Der Frosch mit der Maske (1959) und war Produktionsmanager bei Der rote Kreis (1960). 

## Filmografie
- 1959: Helle for Helene
- 1959: Pigen i søgelyset
- 1959: Der Frosch mit der Maske
- 1960: Der rote Kreis
- 1962: Das tosende Paradies
- 1963: Støvsugerbanden
- 1967: Sünder überall
- 1967: Die Ferien meiner Frau (Min kones ferie)
- 1971: Desertøren
- 1974: Pigen og drømmeslottet
- 1975: Der må være en sengekant